# ریکا بوگتویت نیگورد
ریکا بوگتویت نیگورد (انگلیسی: Rikke Bogetveit Nygård؛ زادهٔ ۲۲ مهٔ ۲۰۰۰) بازیکن فوتبال اهل نروژ است.
وی همچنین در تیم‌های ملی فوتبال Norway women's national under-17 football team, Norway women's national under-19 football team, Norway national under-19 futsal team, Norway women's national under-21 football team، و زنان نروژ بازی کرده‌است.